# Guadalopillo
El Guadalopillo es un río de la zona noreste de la provincia de Teruel. Nace en el municipio de Ejulve a una altitud de 1150 m sobre el nivel del mar, a los pies de la sierra de Majalinos, en el noreste de la Sierra de San Just. Tras pasar por las localidades de Ejulve, Molinos, Berge, Alcorisa, Foz-Calanda y Calanda, desemboca en el río Guadalope. Pertenece así a la Confederación Hidrográfica del Ebro, y su recorrido es de suroeste a nordeste.
Es un río de escaso caudal, sobre todo en su nacimiento en Ejulve y en su vega alta (Ejulve-Molinos) - incluso tiene una parte subterránea con resurgencia a la altura de Huergo - haciéndose un poco más consistente en Alcorisa, tras recoger aguas de su afluente izquierdo, el río Alchoza, algo al oeste de Foz-Calanda. Sus aguas son almacenadas en el pequeño embalse de Gallipuén, que, con una capacidad de 4,4 hm³, fue construido en 1927 en el término municipal de Berge.